# Á lus do candil
Á lus do candil, subtitulada Contos a carón do lume, é a primeira obra narrativa do escritor galego Ánxel Fole, editada por Editorial Galaxia em 1953.

## Argumento
Quatro fidalgos ilhados pela neve numa torre da Serra do Courel passam as noites contando contos a luz do candil. Os contos falam de lobos, de premonições e de aparecidos.

## Estrutura
Depois do limiar, de Salvador Lorenzana, esta é a lista dos quinze relatos que compõem o livro:
- Terra do Caurel.
- ¡Viña do alén!
- Os Lordanas.
- A caixa de morto.
- Arxemiro.
- ¡Aleluia!
- O documento.[2]
- O espello.
- Antón de Cidrán.
- Os difuntos falaban castelao.
- A cabana do carboeiro.
- O traxe de meu tío.
- As meigas atinan sempre.
- O tesouro.